# مسجد بازار مرند
مسجد بازار مرند مربوط به دوره قاجار است و در مرند، میدان شهرداری، بازار مرند واقع شده و این اثر در تاریخ ۳۰ بهمن ۱۳۸۶ با شمارهٔ ثبت ۲۱۲۳۱ به‌عنوان یکی از آثار ملی ایران به ثبت رسیده است.